# 巴拉特米耶·格切尼克
巴拉特米耶·格切尼克（波蘭語：Bartłomiej Grzechnik；1993年2月8日—）是一位波蘭排球運動員。他現在效力於波蘭球隊Cerrad Czarni Radom。他也是波蘭國家男子排球隊的一員。